# Баранов, Николай Николаевич
Николай Николаевич Баранов (17 марта 1960, Кременчуг, Украинская ССР, СССР) — советский гребец на байдарках, трёхкратный чемпион мира. Заслуженный мастер спорта СССР (1983).
В начале 1980-х выиграл золотые медали в байдарке-четвёрке на дистанции 10000 м в Ноттингеме-1981, Белграде-1982, Тампере-1983.
Проживает в Днепропетровске.